# Перемиловский сельский совет (Гусятинский район)
Перемиловский сельский совет (укр. Перемилівська сільська рада) — входит в состав
Гусятинского района
Тернопольской области
Украины.
Административный центр сельского совета находится в 
с. Перемилов.

## Населённые пункты совета
- с. Перемилов
- с. Верховцы